# Trachidermus fasciatus
Trachidermus fasciatus és una espècie de peix pertanyent a la família dels còtids i l'única del gènere Trachidermus.

## Descripció
- Fa 14 cm de llargària màxima (normalment, en fa 11,5).[5][6][7]

## Reproducció
Assoleix la maduresa sexual en arribar a un any de vida.

## Alimentació
És carnívor.

## Hàbitat
És un peix bentopelàgic i de clima subtropical.

## Distribució geogràfica
Es troba a Àsia: el Japó, la Xina i Corea.

## Observacions
És inofensiu per als humans.